# Luc Frieden
Luc Frieden (ur. 16 września 1963 w Esch-sur-Alzette) – luksemburski polityk i prawnik, minister w kilku rządach, parlamentarzysta krajowy, prezes Eurochambres (2022–2023), od 2023 premier Luksemburga, od 2024 przewodniczący Chrześcijańsko-Społecznej Partii Ludowej (CSV).

## Życiorys
Studiował prawo na Uniwersytecie Luksemburskim oraz na Université Panthéon-Sorbonne, uzyskując dyplom w 1986. W 1987 uzyskał magisterium z prawa na University of Cambridge, a rok później ukończył Harvard Law School. W latach 1989–1998 praktykował jako prawnik. Wykładał również na Uniwersytecie Luksemburskim oraz pisał artykuły na temat prawa konstytucyjnego i bankowego. Od 1991 do 1994 był stałym komentatorem kwestii prawnych oraz polityki zagranicznej w rozgłośni RTL Radio Lëtzebuerg. W 1994 po raz pierwszy uzyskał mandat posła do Izby Deputowanych z ramienia Chrześcijańsko-Społecznej Partii Ludowej. Do 1998 stał na czele komisji finansów i budżetu oraz komisji spraw konstytucyjnych. Wybierany także w kolejnych wyborach w skład parlamentu (1999, 2004, 2009 i 2013); nie wykonywał mandatu w okresie pełnienia funkcji rządowych.
W lutym 1998 Jean-Claude Juncker mianował go ministrem sprawiedliwości, ministrem budżetu oraz ministrem ds. stosunków z parlamentem w swoim pierwszym gabinecie. Luc Frieden był odpowiedzialny za proces wprowadzania waluty euro. Po wyborach z czerwca 1999 w nowym rządzie tego samego premiera objął ponownie urząd ministra sprawiedliwości oraz ministra skarbu i budżetu. Stanowisko to zachował także w następnej kadencji po wyborach parlamentarnych z czerwca 2004, przy czym do lutego 2006 pełnił jednocześnie funkcję ministra obrony. W lipcu 2009 Jean-Claude Juncker w swoim czwartym rządzie powierzył mu zajmowane dotąd przez siebie stanowisko ministra finansów. Urząd ten zajmował do grudnia 2013, gdy partia chadecka znalazła się w opozycji.
W 2014 wycofał się z działalności politycznej, został wówczas wiceprezesem Deutsche Banku. W 2016 powrócił do Luksemburga, obejmował kierownicze stanowiska w przedsiębiorstwach sektora bankowego i mediowego. W 2022 objął stanowisko prezesa organizacji gospodarczej Eurochambres.
W lutym 2023 został główny kandydatem CSV w wyborach parlamentarnych w tymże roku, powracając tym samym do krajowej polityki. Również w 2023 uzyskał ponownie mandat deputowanego. Chadecy utrzymali status największej partii w parlamencie, a po kilku tygodniach negocjacji zawarli porozumienie z Partią Demokratyczną dotychczasowego premiera Xaviera Bettela. Nowy koalicyjny rząd, na czele którego stanął Luc Frieden, został zaprzysiężony 17 listopada 2023. W marcu 2024 polityk został też nowym przewodniczącym luksemburskich chadeków.